# Scinax exiguus
Scinax exiguus é uma espécie de anfíbio da família Hylidae. Pode ser encontrada na Venezuela e possivelmente no Brasil.